# Abbaye de Truttenhausen
L’abbaye de Truttenhausen située à l'ouest de la commune de Heiligenstein,  et en partie sur celle d'Obernai, dans le massif  du mont Sainte-Odile,  a été fondée vers 1186 par l’abbesse Herrade de Landsberg (1176-1195) qui s’occupe déjà du couvent de Hohenbourg (mont Sainte-Odile). Son objectif était d’accueillir les pèlerins. Elle aurait fondé également vers 1178 le prieuré de Saint-Gorgon, sur l'emplacement duquel se trouve aujourd'hui la ferme du Kolisacker, à environ 3 km d'Ottrott.

## Histoire
L'administration de l'abbaye de Truttenhausen est confiée aux Augustins de l’abbaye de Marbach. La communauté dirigée par un prévôt compte douze membres, dont deux qui assument les offices à l'abbaye en alternance avec les Prémontrés. Herrade de Landsberg fit construire de 1186 à 1190 un prieuré de chanoines augustins, un hôpital pour les malades et un hospice pour les pèlerins. Le but à atteindre était double : posséder des semainiers assumant régulièrement la célébration des offices religieux à Hohenbourg, tâche que les chanoines de Truttenhausen se partagèrent avec les Prémontrés établis en 1178 dans le vallon de Saint-Gorgon, et créer un centre d'accueil sur la route du pèlerinage du sud, doublé d'un hospice pour les pèlerins. L'abbesse Herrade fit construire deux sanctuaires (une chapelle consacrée à la Vierge Marie et l'église conventuelle placée sous le vocable de saint-Nicolas, les bâtiments et le cloître pour une communauté de douze chanoines, un hospice pour voyageurs et pèlerins, un hôpital pour les pauvres et les vieillards, enfin une ferme avec ses dépendances. De cet ensemble ne subsistent aujourd'hui que quelques colonnette semi-engagées avec des chapiteaux sculptés provenant de l'église du XIIe siècle. Les vestiges encore visibles sont l'église reconstruite en 1467, la tour porche à base romane remaniée en 1490 et couverte au XIXe siècle, la nef et le chœur du gothique tardif. L'abbaye de Truttenhausen connaîtra un essor considérable jusqu'au XVe siècle. Il fut dévasté aux XVe et XVIe siècles par les guerres et les incendies. L'évêque de Strasbourg établira à Truttenhausen des religieux venus du diocèse de Paderborn (Allemagne). 

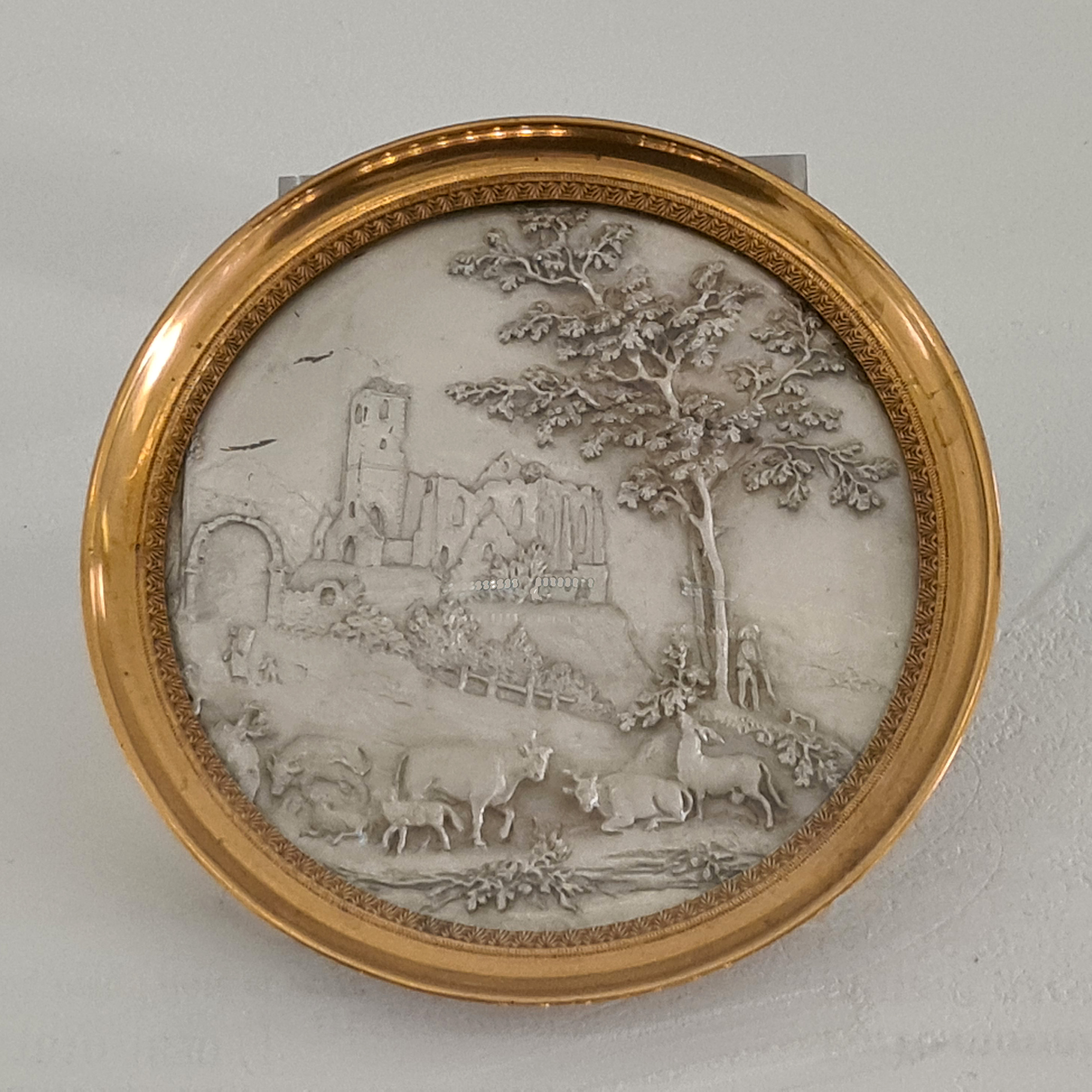
Vue de Truttenhausen (médaillon de Jacques Frédéric Kirstein).

Le prieur Jean Tulmann entreprit la construction d'une nouvelle église en 1467 et sans doute aussi celle de nouveaux bâtiments conventuels. Cette église achevée en 1490, actuellement en ruines il ne subsistent que la tour-porche et les murs de la nef et du chœur. Cette abbaye est pillée le jour de Pâques de l'année 1525 pendant la guerre des paysans. Un des premiers rassemblements des paysans révoltés, en 1525, a eu lieu dans les environs de ce village. À peine reconstruite, l’abbaye est la proie des flammes et ne se relèvera plus. Les religieux décident de quitter le couvent en 1555. Les Armagnacs au siècle suivant achèvent et détruiront ce qui reste de l'abbaye. Ses ruines furent acquises en 1648 par les Landsberg et sont depuis 1800 désormais la propriété de la famille de Turckheim qui consolide régulièrement son patrimoine pour le garder vivant. Aujourd'hui, le jardin à l'anglaise, aux arbres séculaires, forme un ensemble parfait autour du domaine.
L'église fait l’objet d’une inscription au titre des monuments historiques depuis le 5 décembre 1984.

## Abbés connus de Truttenhausen
- Volmar, 1186
- Jean Tulman, 1469 (Johannes von Dülmen: https://ordensgeschichte.hypotheses.org/4503)
- Antoine de Cologne 1529